# 大栗子街道
大栗子街道，是中华人民共和国吉林省白山市临江市下辖的一个街道办事处。

## 歴史
大栗子街道因为鸭绿江边的两块石头形似栗子而得名，满洲国时代，滿洲重工業開發集团的子公司東邊道開發公司曾经在大栗子建立了大栗子矿务局，并修建了通往此镇的支线铁路。
1945年，苏日战争爆发，溥仪将满洲国首都由新京迁往大栗子沟，并在大栗子矿务局建立行宫，直到当年8月18日宣布退位为止。

## 行政区划
大栗子街道下辖以下地区：
栗矿社区、大栗子村、望江村和葫芦套村。